# Arnig
Arnig ist eine Rotte der Gemeinde Kals am Großglockner. Die Ortschaft wurde am 1. Jänner 2024 von 29 Personen bewohnt.

## Geographie
Arnig liegt im Kalser Tal zwischen dem Ort Staniska und der Ortschaft Lesach. Die Rotte bestand 2001 aus neun Wohngebäuden, die sich auf einer Talstufe an der rechten Seite des Kalserbaches in einer Höhe von 1306 Metern befinden. Abgesehen vom Bauernhof Niederarnig (Arnig Nr. 1), der südlich, etwas abseits der übrigen Siedlung gelegen ist, bilden die Gebäude von Arnig eine Art Haufendorf, das unter anderem die Bauernhöfe Jaggler (Arnig Nr. 3) und Hoara (Nr. 5) umfasst. Zudem zählt die südwestlich gelegene Jansalm in 1868 Metern Höhe zu Arnig. Erreichbar ist Arnig über eine Straße, die von der Kalser Straße bei Elleparte nach Süden abzweigt.

## Geschichte
Arnig ist erstmals im Urbar der Vorderen Grafschaft Görz aus dem Jahre 1299 als Awernig genannt. 1428 ist der Ort noch als Aurnikch verschriftlicht, erst 1500 erscheint er in der heutigen Form im Personennamen Sebastian Niederarnigk(er). Der Name kommt vom Altslawischen (j)avor(i)niku (‚Gegend mit vielen Ahornbäumen‘).
Arnig wurde von der Statistik Austria lange Zeit als Weiler der Ortschaft Staniska geführt, wobei Arnig 1923 aus fünf Häusern mit 43 Einwohnern bestand. 1951 und 1961 lebten in Arnig ebenfalls 43 Personen, die sich jedoch nur noch auf vier Häuser verteilten. 1981 wies die Bevölkerungszählung Arnig von Staniska getrennt aus, wobei der Ort 41 Bewohner und sechs Gebäude beherbergte. Neben dem Weiler Arnig mit 30 Bewohnern wies die Bevölkerungszählung zu diesem Zeitpunkt auch den Hof Niederarnig mit einem Gebäude und 11 Bewohnern getrennt aus. 2001 lebten in Arnig schließlich 42 Menschen in neun Häusern.

## Bauwerke
Mit dem Hof Jaggler beherbergt Arnig einen denkmalgeschützten Bauernhof, wobei die Bebauung der Hofstelle seit der Mitte des 18. Jahrhunderts belegt ist. Der Hof war ein Freistift des Stadtpfarrwidmums Lienz und bis 1894 auf zwei Eigentümer aufgeteilt. Von dem ursprünglichen Paarhof ist nur das zweigeschoßige Wohnhaus mit einem traufseitig erschlossenen Mittelflurgrundriss erhalten. Das Bauwerk aus dem 19. Jahrhundert wurde in Mischbauweise errichtet und verfügt über ein schindelgedecktes Blockpfettendach, ein gemauertes Kellerfundament sowie eine gemauerte Küche und Speisekammer. Innen verfügt die Stube des Bauernhofes über einen gemauerten Tonnenofen, eine umlaufende Bank und Leistengetäfel. Eine Besonderheit stellt die Küche mit zwei gemauerten, offenen Herden dar, wobei einer der Backöfen unter dem Niveau des Fußbodens beschickt wird.